# Homoneura poecila
Homoneura poecila är en tvåvingeart som först beskrevs av Ignaz Rudolph Schiner 1868.  Homoneura poecila ingår i släktet Homoneura och familjen lövflugor. Inga underarter finns listade i Catalogue of Life.